# Famille von der Decken
La famille von der Decken est une ancienne famille noble de Basse-Saxe. Le siège de la famille se trouve depuis plus de 750 ans dans la région de Fribourg-sur-Elbe, dans le pays de Kehdingen (de), sur le Bas-Elbe (de), sur la rive sud de l'Elbe, entre la rivière Oste et la ville hanséatique de Stade. La prononciation du nom von der Decken avec un c étiré se produit comme dans la famille Buddenbrock (de) ou dans l'État de Mecklembourg.

## Histoire

### Premiers documents et origines
Herewart et Alverik von Deca (de) sont les premiers membres documentés de la famille. Vers 1250, ils sont vassaux du chevalier Friedrich von Haseldorf (de),,. Frédéric est chanoine du chapitre de la cathédrale de Hambourg et devient évêque de Dorpat en 1268.
La lignée des von der Decken peut être retracée jusqu'à Nicolaus de Deken, un écuyer de la principauté archiépiscopale de Brême, qui possède une ferme sur le Kampe entre Wechtern et Fribourg/Elbe d'environ 1290 à 1360. Pour le document de 1360, voir : « Nicolas de Deken comme témoin dans un document »,,,.

### Émergence des cinq lignées
Vers 1500, il y a la lignée principale de la famille et la lignée de Stade. Johan von der Decken vit de 1400 à 1467 et fonde la lignée de Stade, qui s'éteint dans la lignée masculine en 1602.
Dans la lignée principale de la famille se trouve le maire de Stade, Claus von der Decken (de) (1460-1541). Tous les von der Decken vivants descendent de ce maire Sur les huit enfants du maire, cinq fils fondent les cinq lignées familiales.

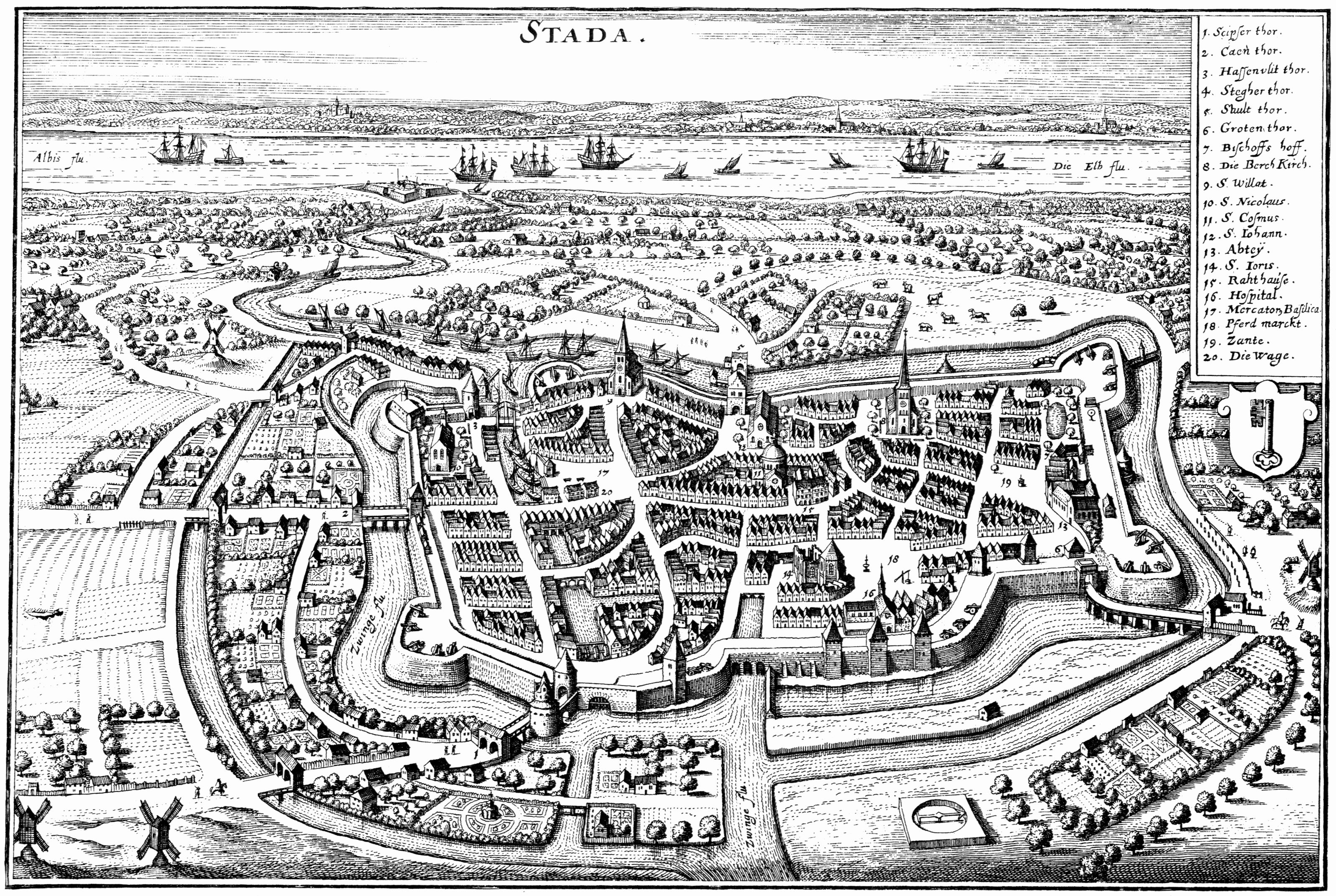
Stade vers 1640

### Stade
Les membres de la lignée de Stade ainsi que la lignée principale de la famille occupent diverses fonctions à Stade au conseil municipal et en tant que maire. En particulier, le maire de Stade, Claus von der Decken (de), est à l'époque l'un des hommes les plus puissants du Bas-Elbe. Il aide l'archevêque de Brême Christophe de Brunswick-Wolfenbüttel à maintenir le pouvoir au Stade, De nombreux membres de la famille sont membres et aînés de la Confrérie Saint-Antoine de Stade (de), engagée dans la charité et la promotion culturelle à Stade depuis 1439.
À partir de 1963, Thassilo von der Decken (de) est président de la chevalerie du duché de Brême ainsi que fondateur et premier président de la région des duchés de Brême et de Verden (de). C'est la première association régionale de Basse-Saxe. De 1965 à 1977, Thassilo von der Decken est également directeur principal de l'arrondissement de Stade,

### Afrique du Sud
Un descendant de la lignée d'Oerichsheil est Adolphus (1834-1886). En 1855, Adolphus émigre en Afrique du Sud via l'Angleterre. Parmi ses nombreux descendants, certains portant le nom de von der Decken vivent à King William's Town, à Fort Beaufort et près de Durban.

## Blason

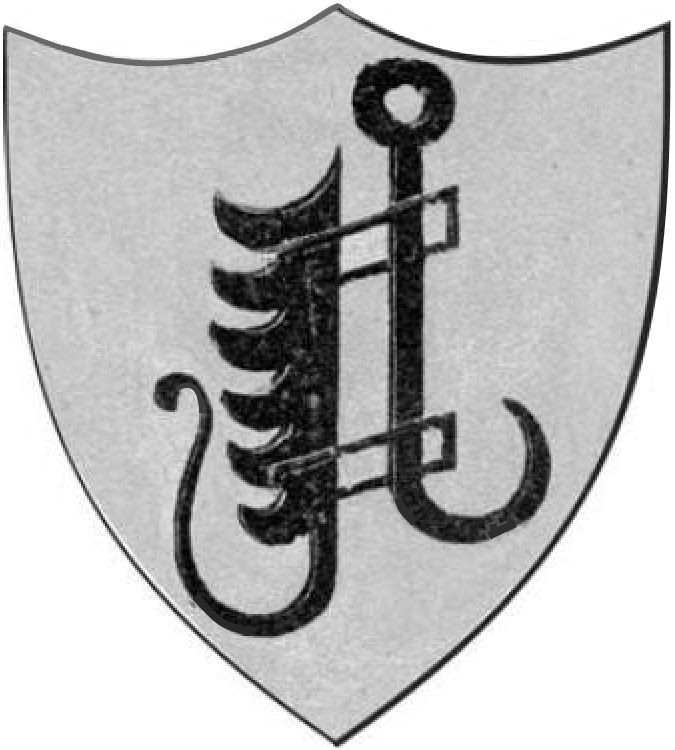
Une crémaillère est le blason de la famille von der Decken

Les armoiries de la famille montrent une crémaillère noire en argent. Sur le casque aux revêtements noirs et argentés se trouve un tronc de chêne naturel mutilé avec des feuilles vertes suspendues des deux côtés. Pour les armoiries de Decken-Offen, des comtes de Decken-Oerichsheil et Decken-Ringelheim, voir les descriptions et illustrations dans le livre des armoiries de Hanovre

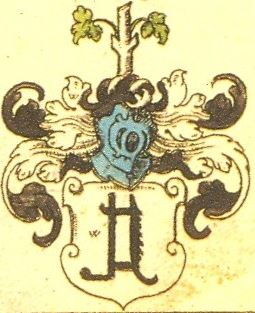
Armoiries de la famille von der Decken dans le Wappenbuch von Johann Siebmacher 1605, p. 181
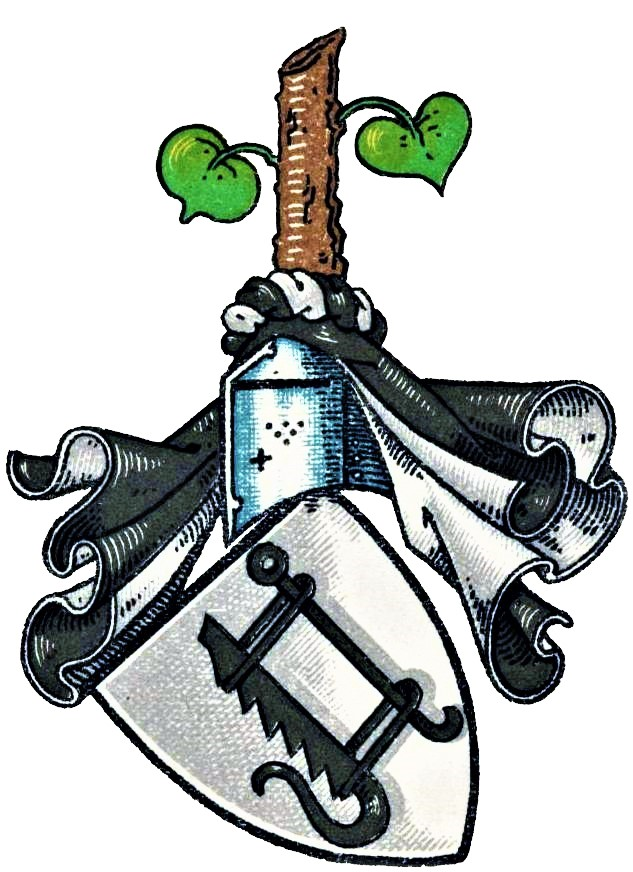
Armoiries de la famille von der Decken dans le Wappenbuch des Westfälischen Adels 1903
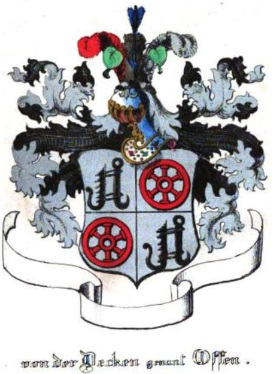
Armoiries de la famille von der Decken dans le Wappenbuch du royaume de Hanovre 1852

### Armoiries historiques

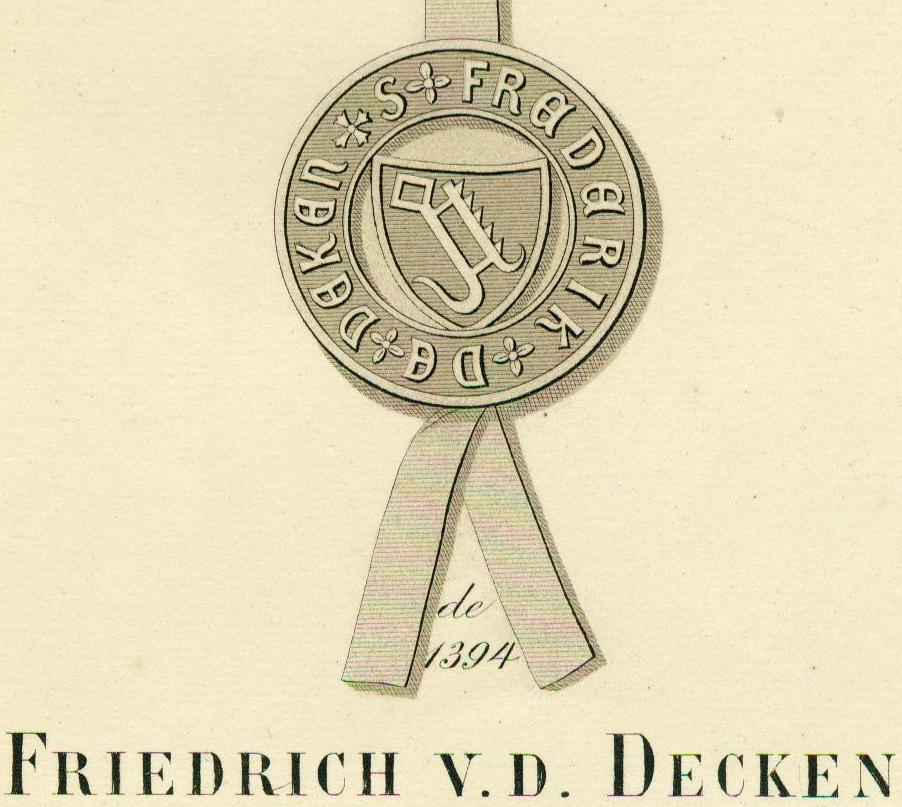
Sceau de Friedrich von der Decken sur un document datant de 1394[17],[18]. Il s'agit de la plus ancienne représentation d'armoiries de la famille. (paraphé)  Les six sceaux sont tirés de l'annexe du livre : Die Familie von der Decken... 1865
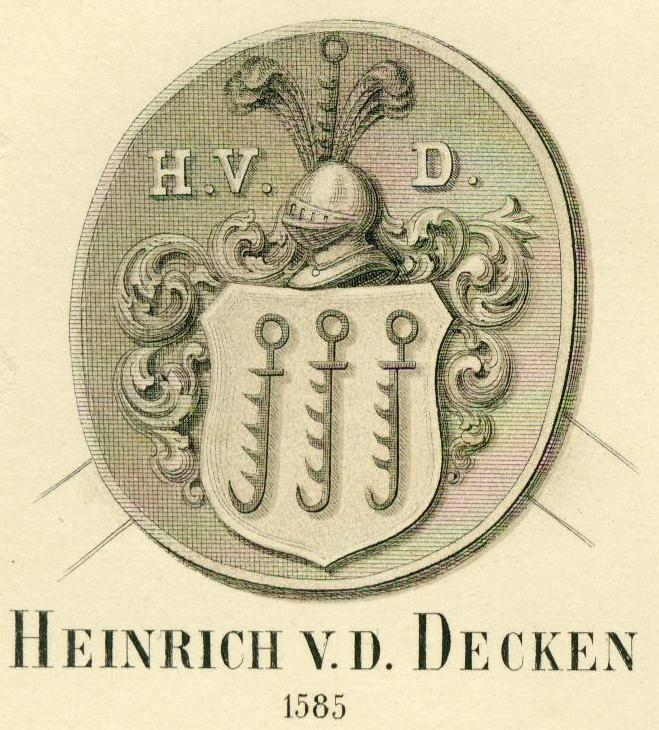
Sceau de Heinrich von der Decken datant de 1585. Il porte trois crémaillères dans ses armoiries et vécut jusqu'en 1590. Heinrich est conseiller et maire de Stade. Il possède des biens à  Götzdorf et Aschhorn près de Drochtersen et appartient à la lignée de Stade, éteinte dans la souche masculine. (paraphé)
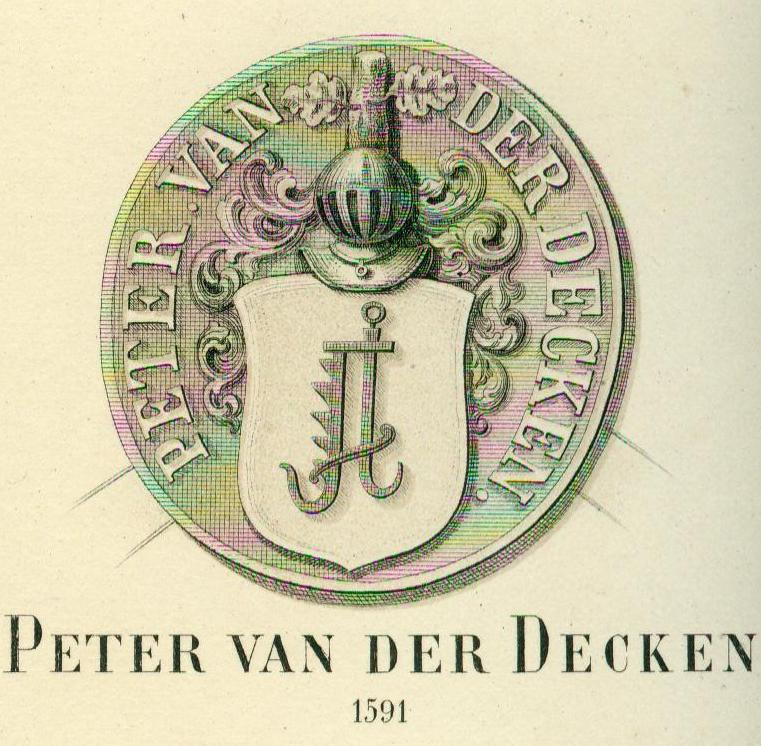
Sceau de Peter von der Decken datant de 1591. Peter vit de 1539 à 1619 et est le fils de Hermann, maire de Stade et fondateur de la première lignée. Peter possède les domaines de Kampe, Oerichsheil, Ritterhof et Wechtern.Cette forme d'armoiries de 1591 est conservée jusqu'à aujourd'hui.
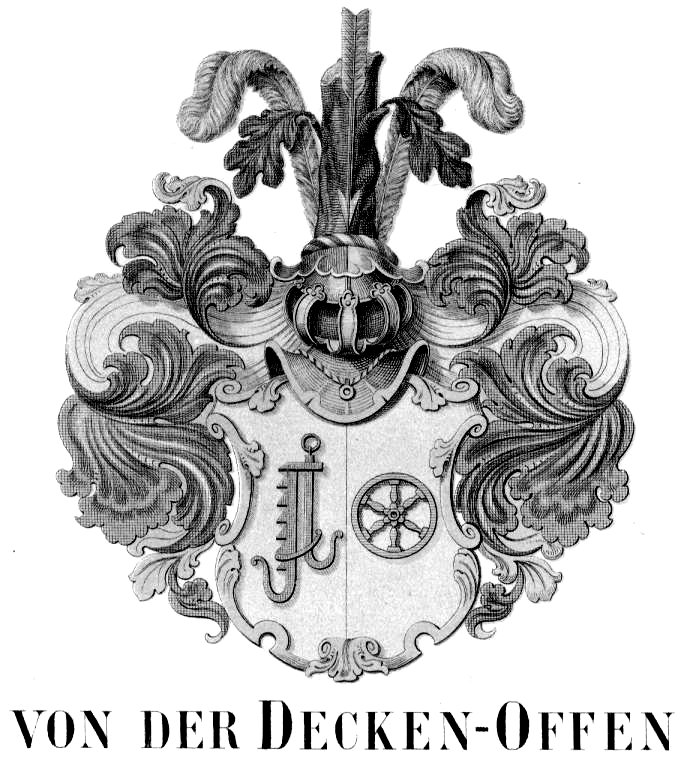
Les armoiries de la troisième lignée sont depuis 1732 une union des deux familles von der Decken et von Offen (de). Les armoiries de la famille von Offen sont une roue rouge à six rayons sur un fond argenté. Le titre de baron de la troisième lignée perdure de 1885 à 1969
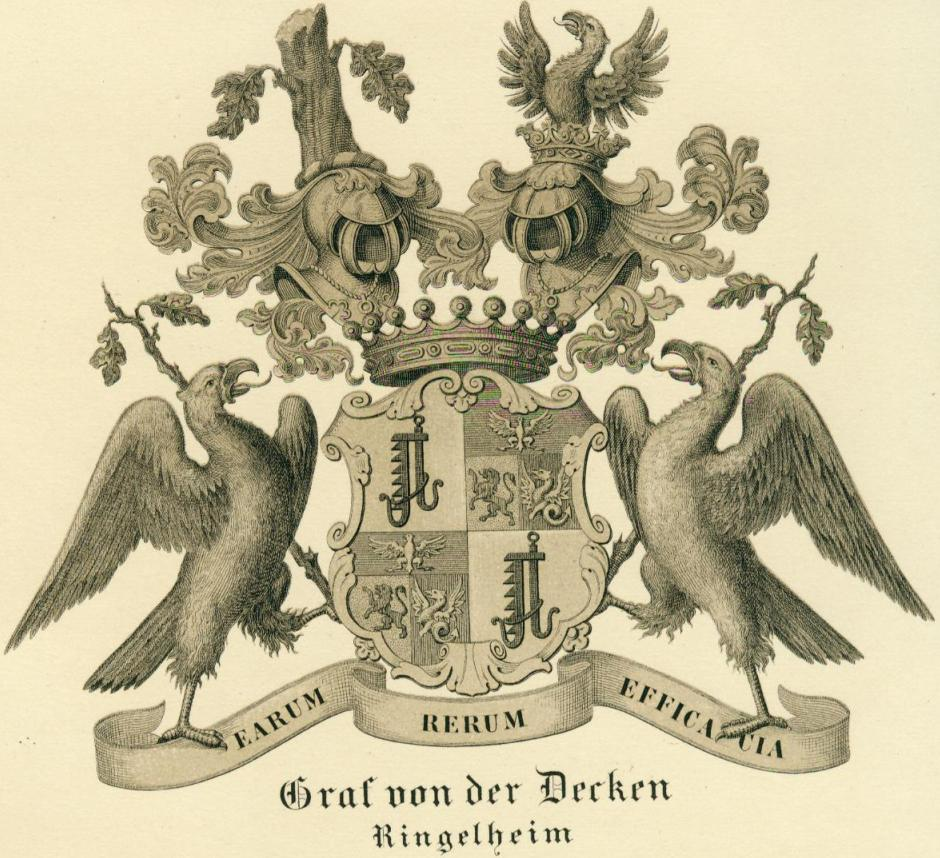
Johann Friedrich von der Decken (de) acquiert Ringelheim (de) en 1817 et reçoit un titre de comte primogéniture en 1833. Du point de vue du droit de noblesse, le titre d'aînesse perdure[21] Les armoiries comprennent l'aigle, le lion et le grifon[22], comme les anciennes armoiries des comtes de Ringelheim[23],
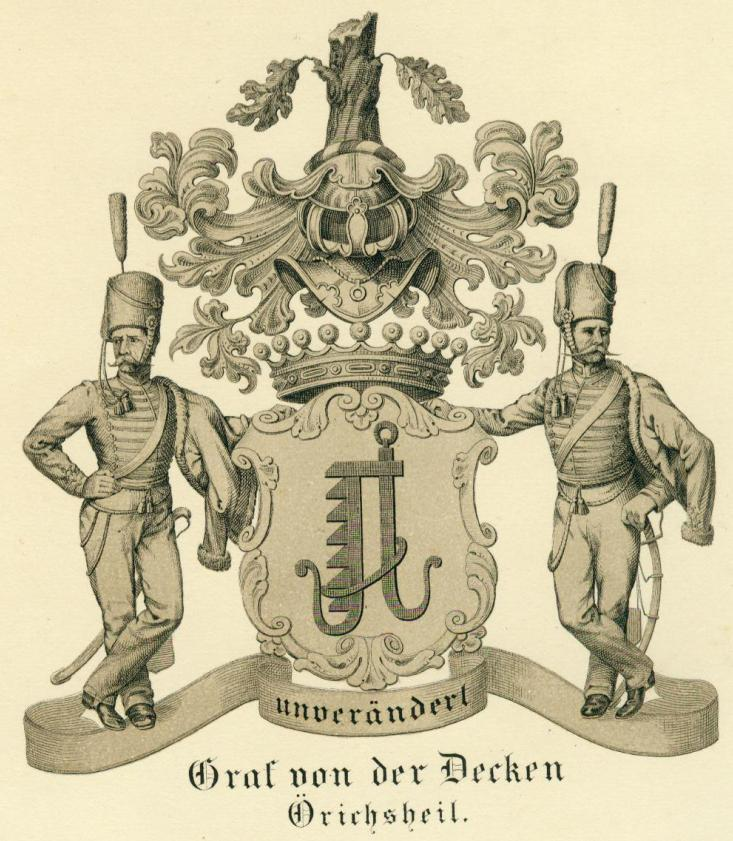
Le General der Kavallerie Georg von der Decken (de) choisit comme support deux soldats de son régiment de hussards de la King's German Legion. En 1835, il reçoit le titre de comte. Ce titre perdure jusqu'à la mort de son épouse Louise, une princesse de Hesse[25],

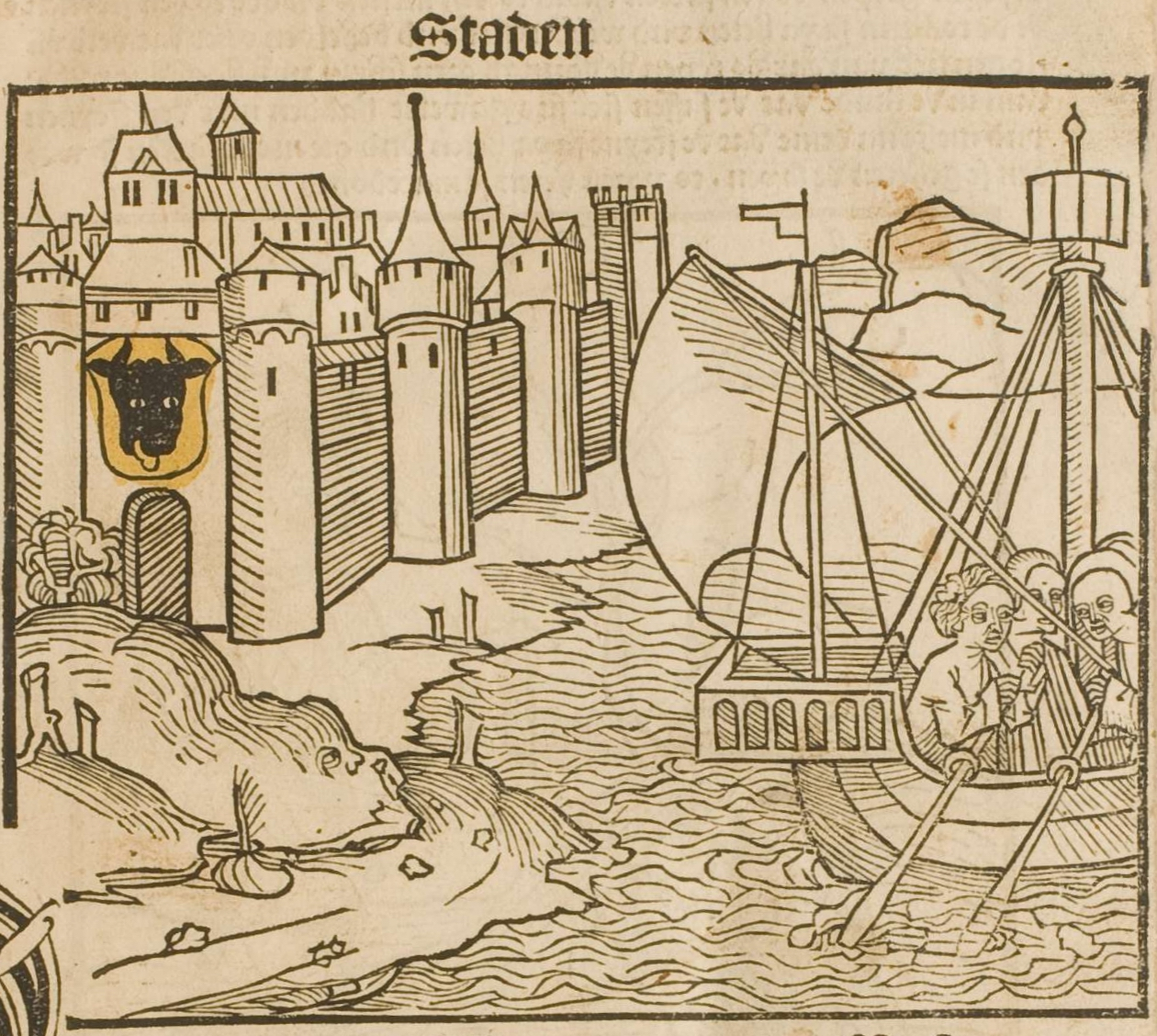
Stade du vivant du maire Claus von der Decken. Une illustration de la de 1492. Les Saxons naviguent vers Stade

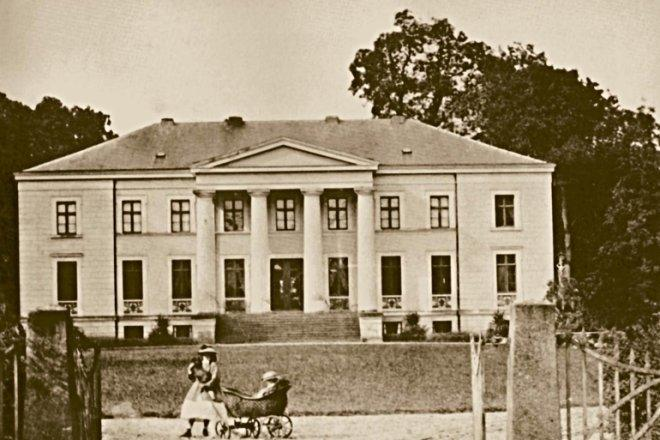
Le château de Melkof (Mecklembourg) appartient au ministre Claus von der Decken depuis 1810. Photo de 1865

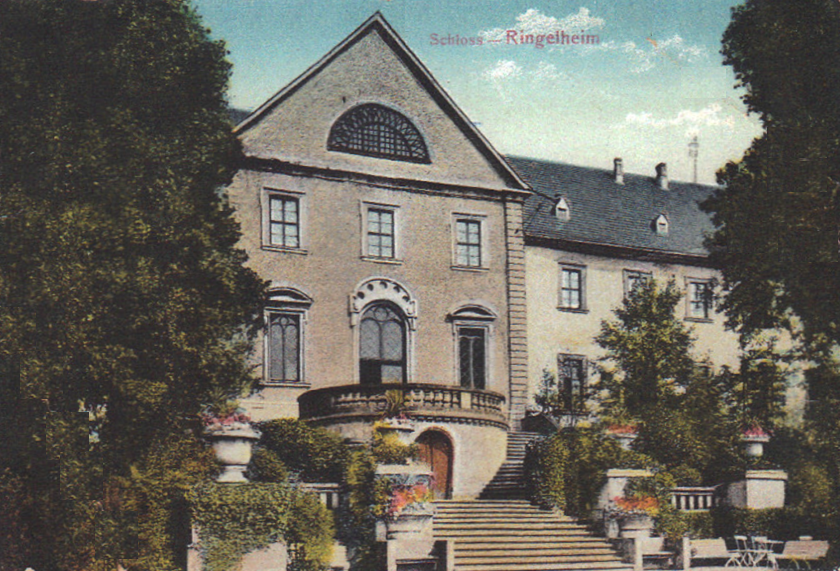
Le comte Johann Friedrich von der Decken acquit le château de Ringelheim (Basse-Saxe) en 1817.

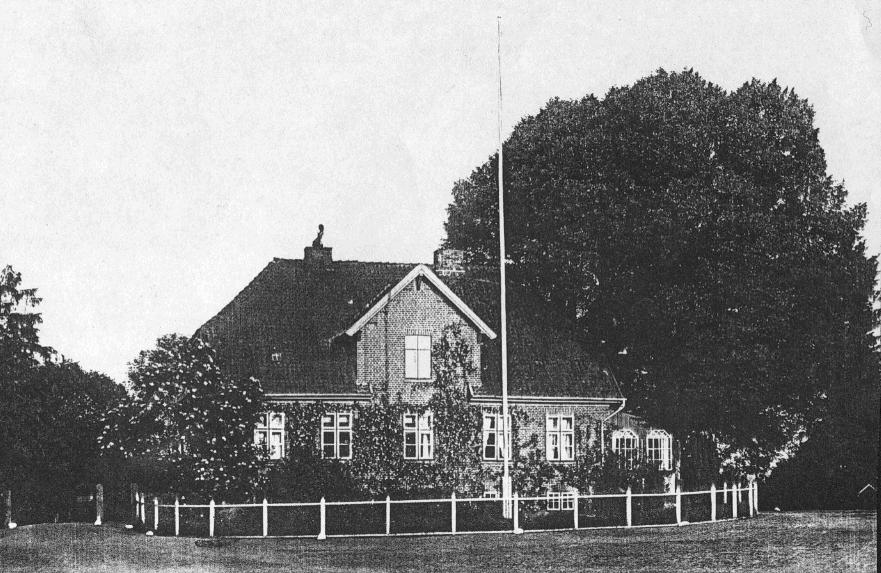
Le (Holstein-de-l'Est), entreprise familiale depuis 1933

## Personnalités
- Claus von der Decken (de) auf Wechtern (1460–1541), maire de Stade
- Claus von der Decken (de) auf Melkof (1742–1826), ministre hanovrien (de)
- Hans Burchard Otto von der Decken (de) auf Klinten II und Nieder Ochtenhausen (1769–1838), sénéchal de la sénéchaussée d'Aurich (de) 1818–18233[28] et de la sénéchaussée de Lunebourg (de) 1823–1831
- Johann Friedrich comte von der Decken (de) auf Ringelheim (de) (1769–1840), Generalfeldzeugmeister hanovrien
- Friedrich von der Decken (de) (1777–1840), administrateur de l'arrondissement d'Halle-en-Westphalie (de)
- Arnold von der Decken (de) auf Eichhof, Liethenhof und Ritterhude (1779–1856), Generalmajor der Infanterie hanovrien
- Weipart Ludolf Hieronymus Wigand von der Decken (né en 1781 à Laak bei Freiburg/Elbe; et mort en 1845 à Verden), officier hanovrien, notamment dans la King’s German Legion[29],[30]
- Claus von der Decken auf Ritterhof und Rosenkranz (1782–1839), Oberhauptmann d'Harbourg (juriste)[31]
- Marcell von der Decken (de) aussi Peter Marcell (1784–1809), Domherr catholique à Lübeck et  étudiant à Vienne
- Johanna von der Decken (1786–1860), à partir de 1806 Johanna von Wangenheim (de), écrivain.
- Georg von der Decken (de) auf Oerichsheil (1787–1859), General der Kavallerie hanovrien
- Friedrich von der Decken (de) auf Melkof (1791–1861), conseiller d'État hanovrien et député mecklembourgeois (de)
- Friedrich von der Decken (de) auf Rutenstein (1802–1881), ministre d'État hanovrien. Ministre des finances en 1851/52 et ministre de la justice en 1855/62.
- Adolf von der Decken (de) auf Ringelheim (de) (1807–1886), conseiller secret réel
- Eberhard von der Decken (de) (1812–1871), colonel hanovrien et plus tard major général prussien
- Friedrich Karl Engelbert von der Decken (de) (1824–1889), major général prussien et commandant du 10e régiment de hussards (de).
- Auguste von der Decken (de), née Meyer (1827–1908), écrivain sous le pseudonyme Auguste von der Elbe
- Julius von der Decken (de) auf Melkof (1827–1867), propriétaire terrien de Silésie et du Mecklembourg
- Gideon von der Decken (de) (1828–1892), Generalleutnant saxon
- Wilhelm baron von der Decken genannt von Offen (1832–1918), Major général de l'armée impériale et royale autrichienne. Le surnom von Offen (de) existe depuis 1732 dans la troisième ligne de la famille v. der Decken.
- Karl Klaus von der Decken aus Melkof (1833–1865), explorateur de l'Afrique, notamment au Kilimandjaro et au Juba
- Georg von der Decken (de) auf Ringelheim (1836–1898), député du Reichstag du Parti allemand hanovrien
- Emil von der Decken auf Wehlkenhof (1837–1897), directeur de la mine de Rüdersdorf[32]
- Otto von der Decken (de) auf Rutenstein (1839–1916), député du Reichstag du Parti allemand hanovrien
- Karl von der Decken (de) (1855–1935), Generalleutnant prussien
- Otto von der Decken (de) (1858–1937), Generalleutnant saxon
- Gustav von der Decken (de) (1861–1931), Generalleutnant saxon
- Charlotte von der Decken aus Melkof (1863–1933), épouse de Friedrich von Hohenau, un fils du prince Albert de Prusse[33]
- Burghard von der Decken (de) (1884–1969), conseiller de légation allemand et délégué du Reich pour les huiles minérales, plus tard pour l'économie du cuir
- Melchior (Melle) von der Decken (de) Benzerhof (de) (1886–1953) président du Sénat (désignation depuis 1970 : juge président de la Cour d'appel) à Hambourg[34].
- Ernst von der Decken (de) aus Oerichsheil (1894–1958), journaliste, rédacteur en chef adjoint et écrivain
- John Decker (de) (1895–1947), né Leopold von der Decken à Berlin, peintre, sculpteur et caricaturiste à London, New York et Los Angeles.
- George von der Decken (de) auf Hohenlucht (1898–1945), premier aide de camp du Generalfeldmarschall Werner von Blomberg et à partir de 1942 Oberst
- Thassilo von der Decken (de) auf Schwinge (1911–1995), directeur de l'arrondissement de Stade et président de la région et de la chevalerie du duché de Brême.
- Christoph von der Decken auf Klinten (né en 1925), docteur en droit, ancien membre du directoire de la Dresdner Bank et ancien président du conseil de surveillance de Hapag-Lloyd[35]
- Berndt-Dieter von der Decken (né en 1933), Oberst de la Bundesluftwaffe, 1976–1981 Kommodore de l'AG 52 (de)
- Anna-Elisabeth von Treuenfels-Frowein (de) née von der Decken (née en 1962), juriste allemande et seule représentante du FDP au Bürgerschaft de Hambourg

### Bibliographie

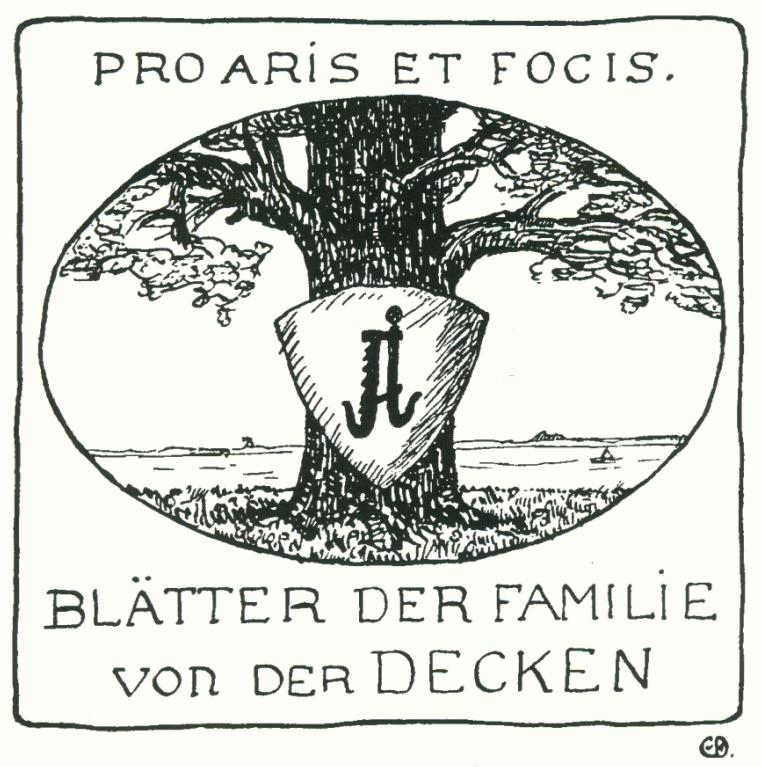
Chêne avec armoiries de crémaillère à la une des nouvelles familiales.

## Notes et références

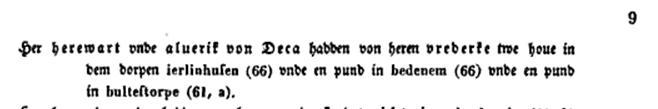
Copie d'un document de 1250/55 pour Herewart et Alverik von Deca - extrait du livre de documents Hoyer de 1865 Éditeur : Wilhelm v. Hodenberg - Numéro IV - Hoyer Lehne - [http://reader.digitale-sammlungen.de/de/fs1/object/display/bsb10002821_01253.html?zoom=0.7000000000000002 Page 9 ci-dessus

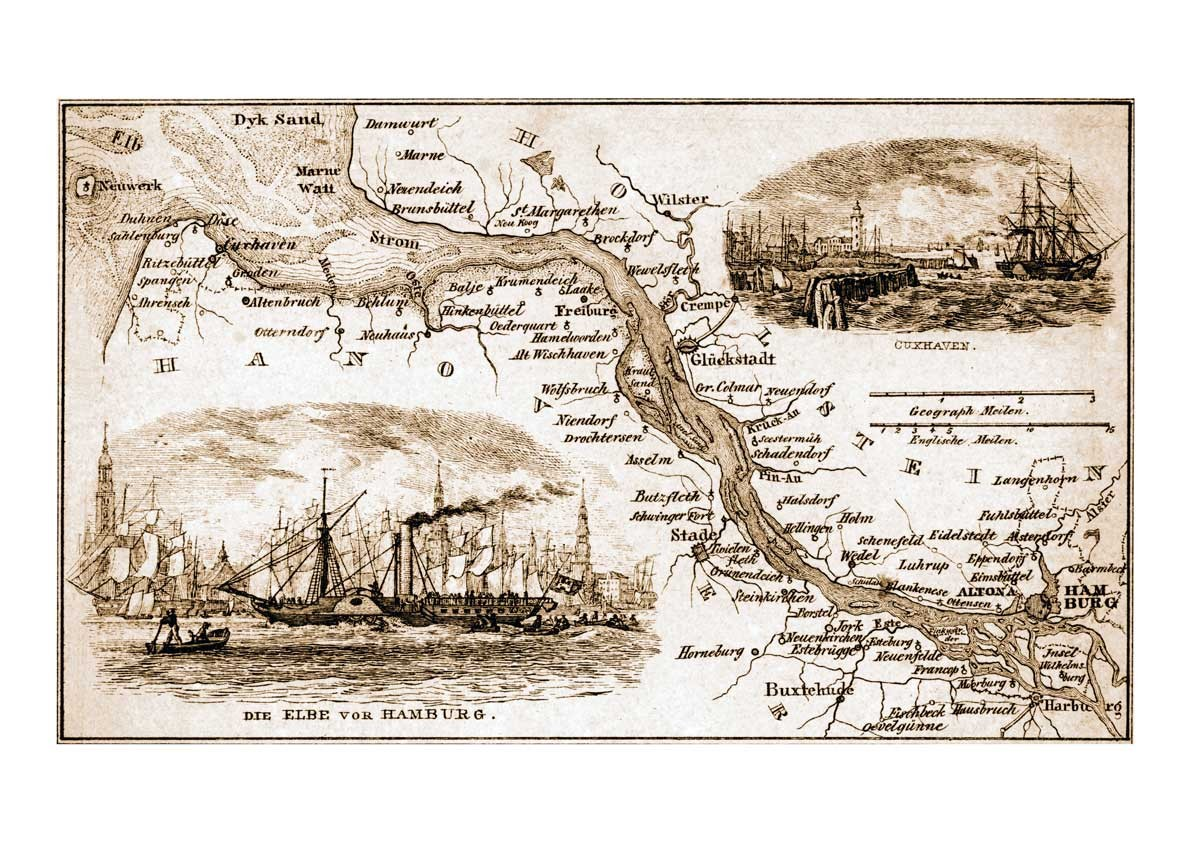
Carte du bas Elbe de 1860 avec les premiers lieux de la famille Neuhaus (Oste), Belum, Balje, Krummendeich, Laake, Fribourg/Elbe, Oederquart et Stade

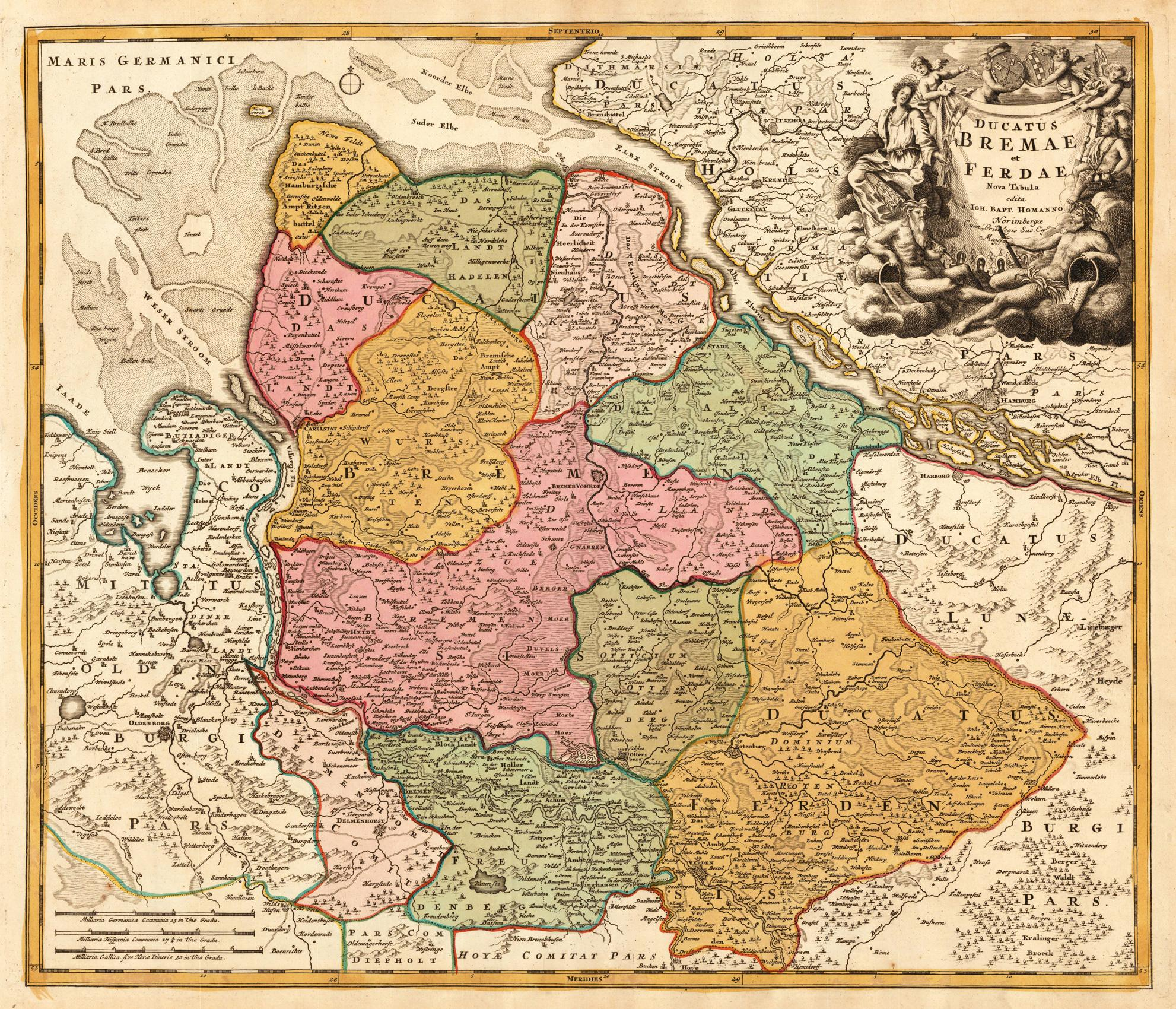
Carte du diocèse de Brême et Verden de 1720 avec quelques lieux de la famille : Kedingen (Das Kaidinge Land et Das Kaidinger Moer), Fribourg/Elbe, Oederquart, Krummendeich (Beim krumme Teich) et Stade

## Portraits de membres célèbres

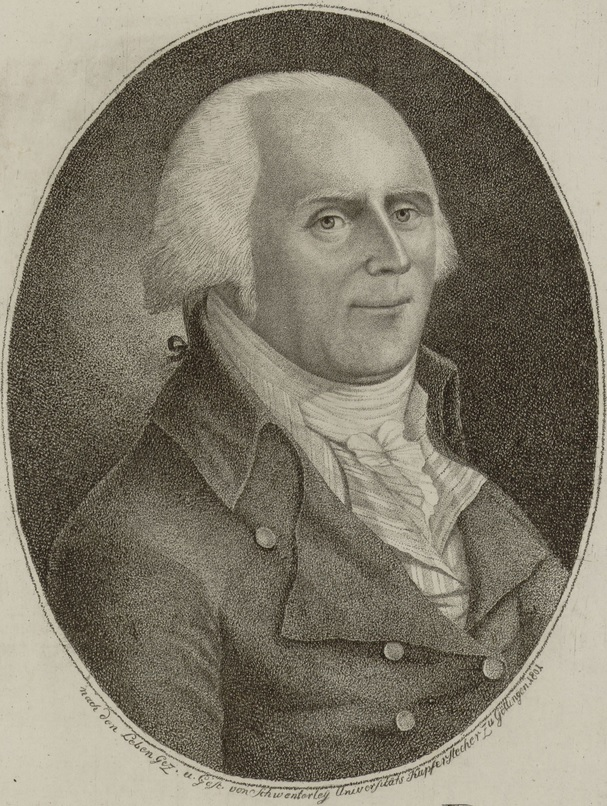
Claus von der Decken (de) (1742–1826), ministre d'État royal hanovrien
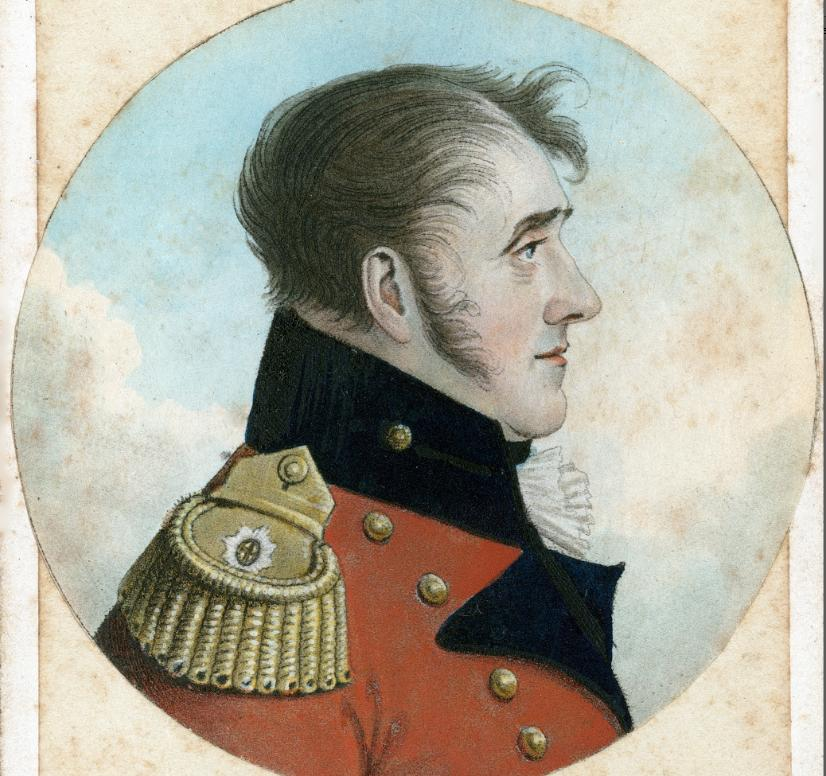
Christoph von der Decken (1765–1846) dit : de grote Christoffer, lieutenant-colonel, récipiendaire de l'ordre des Guelfes (de)
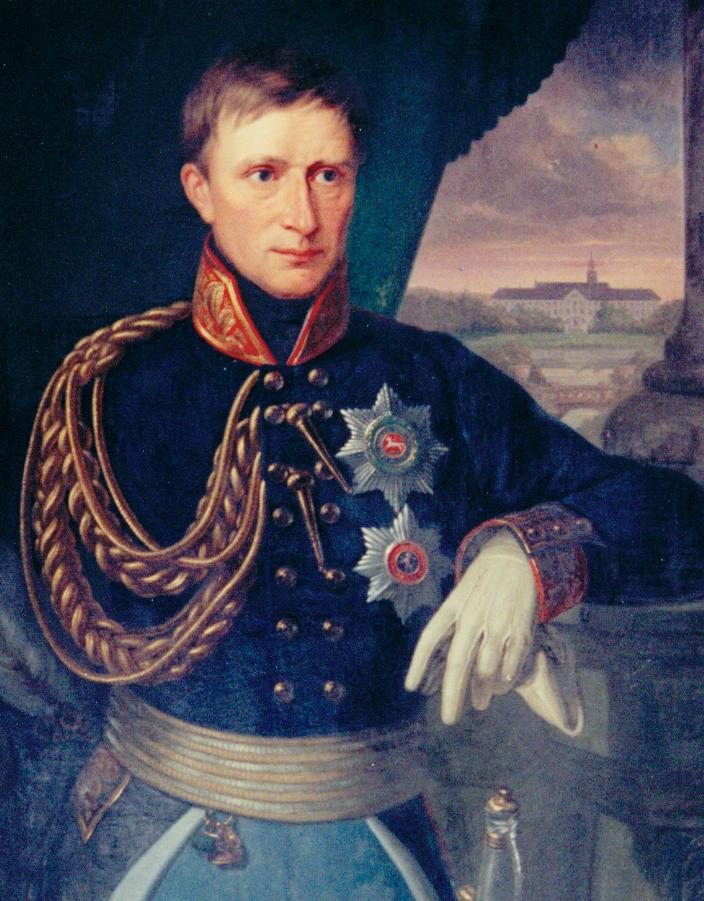
Johann Friedrich von der Decken (de) (1769–1840), Generalfeldzeugmeister hanovrien
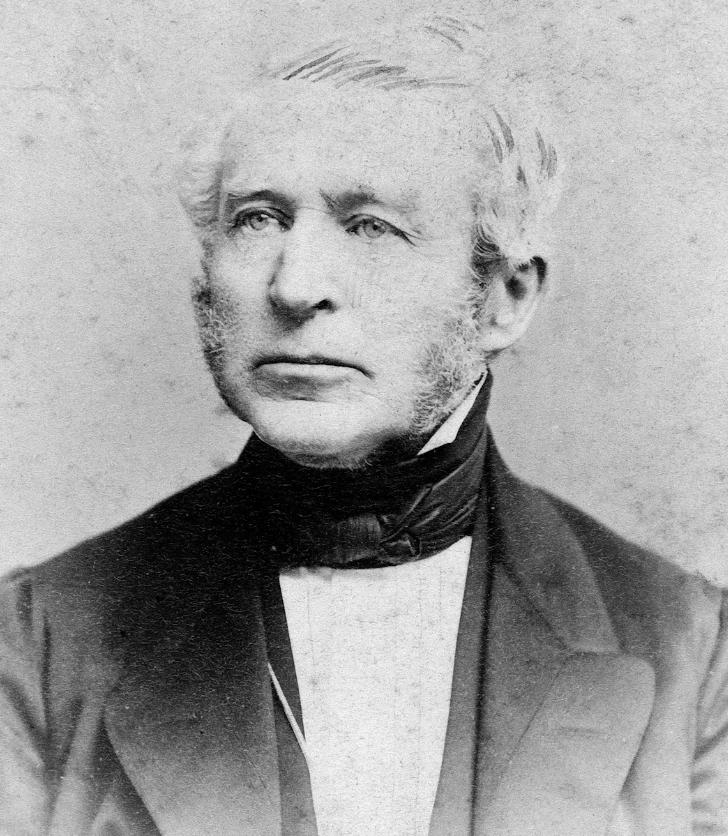
Friedrich von der Decken (de) (1802–1881), ministre d'État royal hanovrien
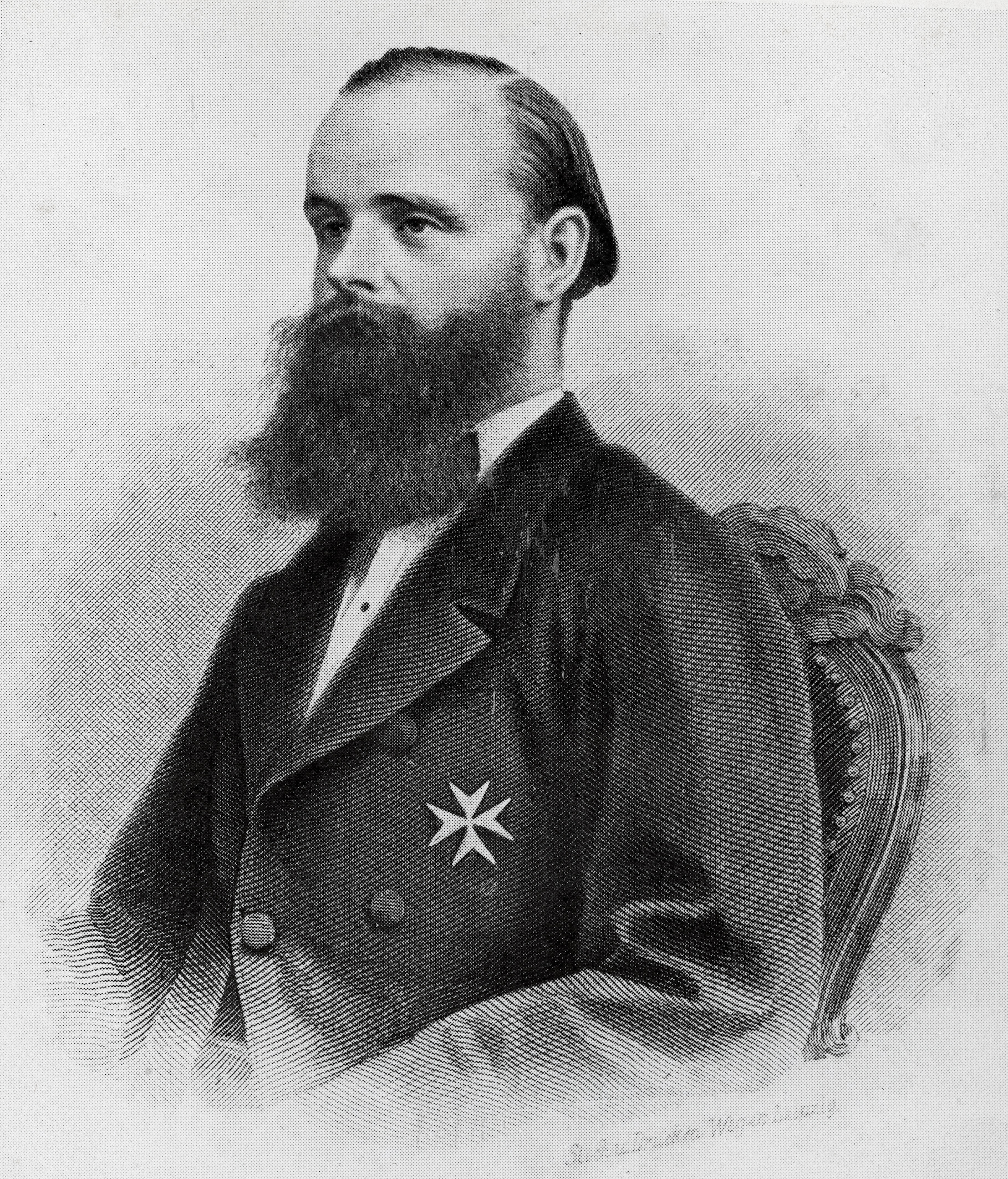
Karl Klaus von der Decken (1833–1865), explorateur de l'Afrique
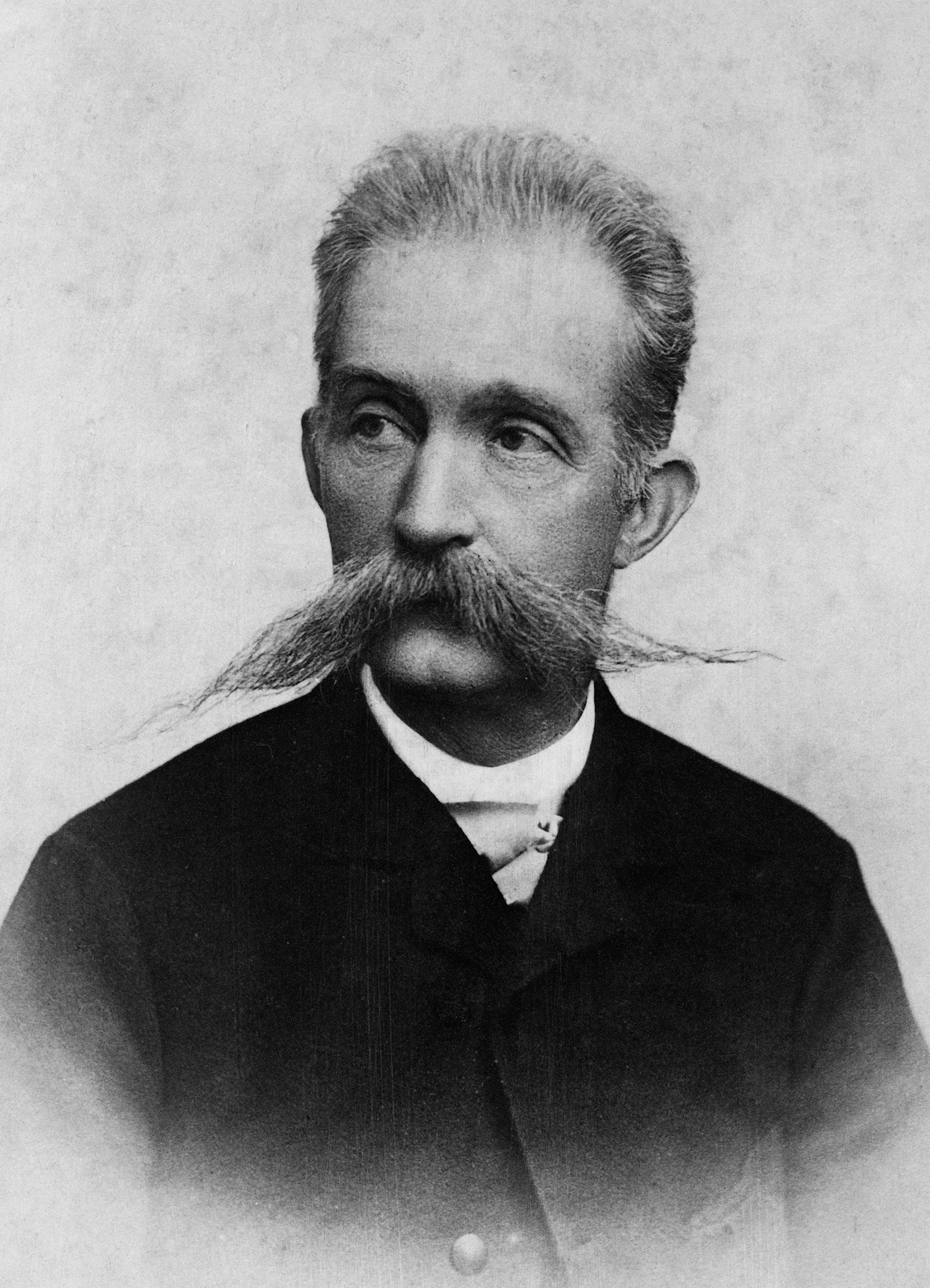
George von der Decken (de) (1836–1898), député du Reichstag
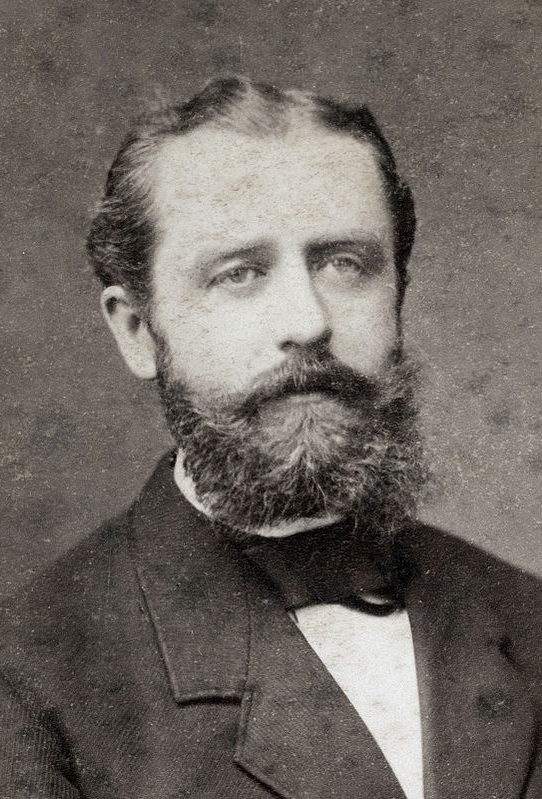
Otto von der Decken (de) (1839–1916), député du Reichstag
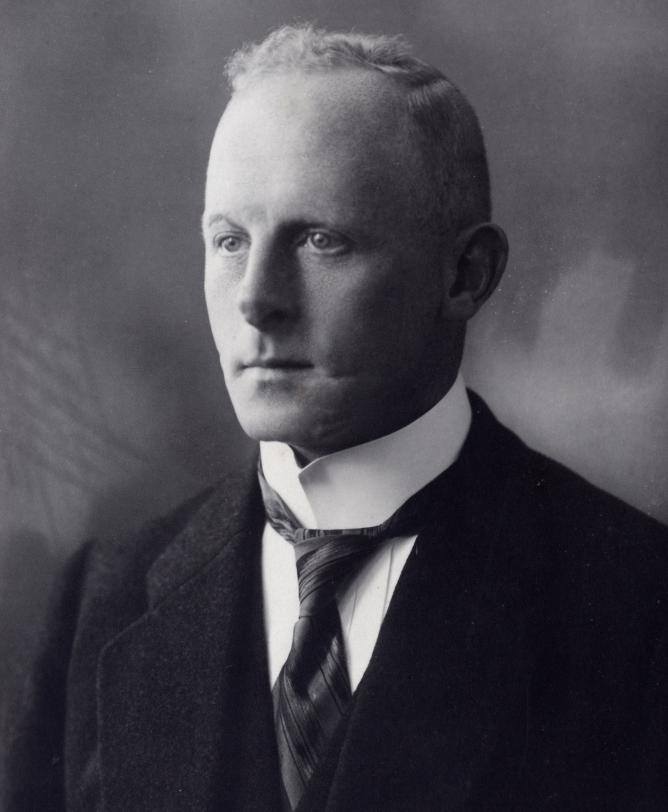
Melchior (Melle) von der Decken (de) (1886–1953) président du Sénat (désignation depuis 1970 : juge président de la Cour d'appel) à Hambourg
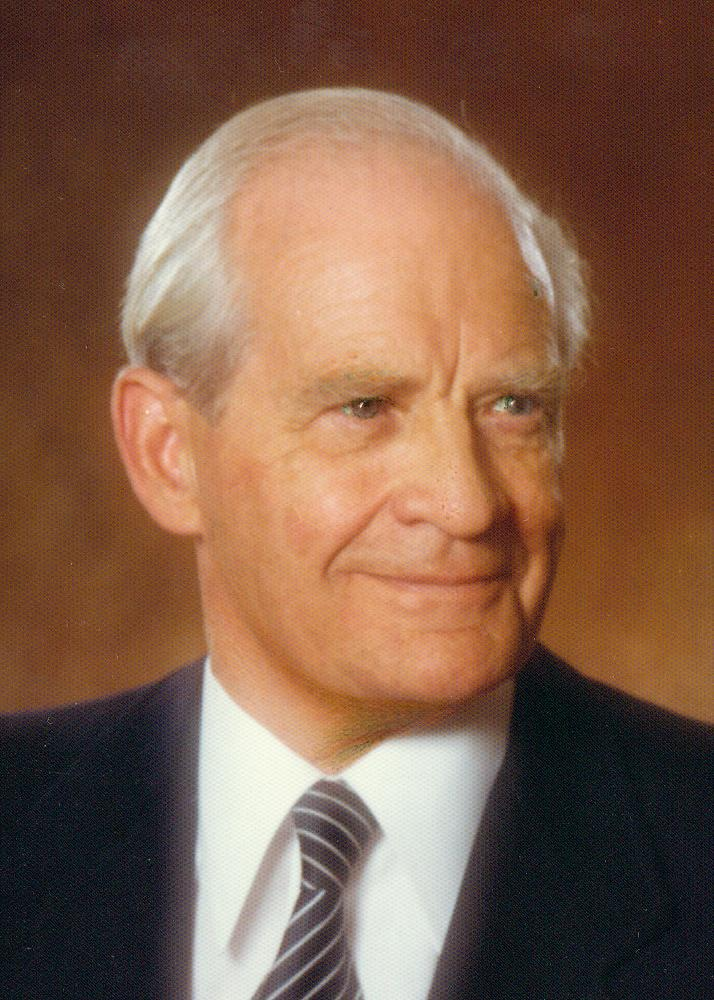
Thassilo von der Decken (de) (1911–1995) directeur de l'arrondissement de Stade et président de la région et de la chevalerie du duché de Brême